# Copa d'Àfrica de Nacions 2013
La XXIX Copa d'Àfrica de Nacions es disputà el 2013 a Sud-àfrica. Era previst que seria disputat a Líbia, però la CAF va decidir moure la competició cap a Sud-àfrica. Líbia guanyà el dret a ser l'amfitrió del torneig després de batre la candidatura nigeriana, a més de tres altres nacions guanyadores al dret de ser amfitrions d'un torneig, Angola (2010) i Gabon i Guinea Equatorial (2012). Les candidatures de Moçambic, Namíbia, Zimbabwe i el Senegal van ser rebutjades, ja que no complien els requisits. Pel primer cop en la història de la CAF es van decidir els amfitrions de tres torneigs consecutius alhora; Angola va ser triada per a ser amfitriona el 2010, Gabon i Guinea Equatorial van ser seleccionades per a ser amfitrions el 2012 i Líbia va ser triada com a hoste el 2013.
Els guanyadors del torneig, Nigèria, es classificarien per la Copa Confederacions 2013 al Brasil com a representants de la CAF.

## Selecció d'amfitrió
Quatre candidatures van ser presents en la llista per a ser amfitrions del torneig del 2013:
- Angola
- Gabon i  Guinea Equatorial
- Líbia
- Nigèria

Aquests països també presentaren les seves candidatures però foren rebutjades:
- Benín i  República Centreafricana
- Botswana
- Moçambic
- Namíbia
- Senegal
- Zimbabwe

El 4 de setembre de 2006, la CAF atorgà les tres edicions següents als següents països: el 2010 a Angola, el 2012 a Guinea Equatorial i Gabon i el 2014 a Líbia. Nigèria fou escollida reserva. Posteriorment s'avançà l'edició de 2014 a 2013 per fer-la coincidir amb els anys senars.
A causa de la guerra civil al país de l'any 2011, Líbia decidí intercanviar amb Sud-àfrica l'organització del torneig de 2013 pel de 2017. Aquest intercanvi fou ratificat per la CAF el setembre de 2011.

## Equips classificats
Un total de 47 països participaren en el procés de classificació, incloent Sud-àfrica, el qual es classificà automàticament com a organitzador.
Els equips classificats per aquesta competició són:

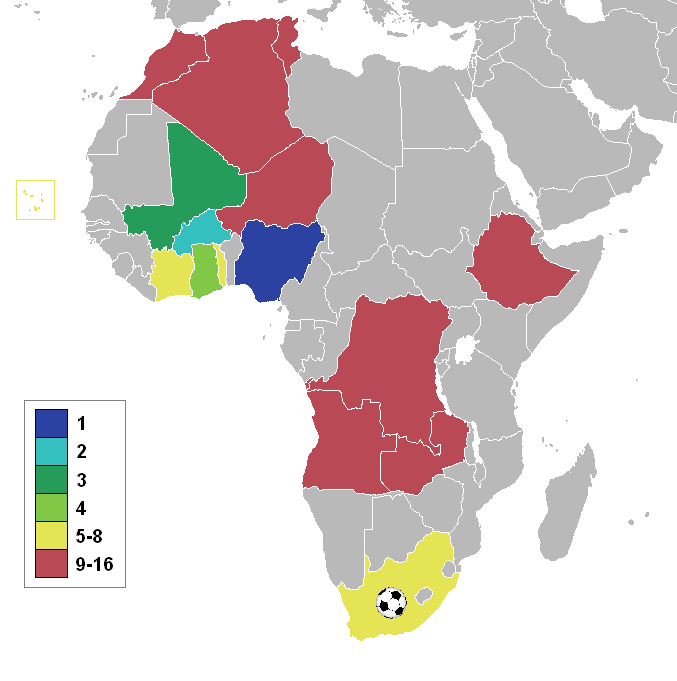
Mapa d'Àfrica on es mostren les seleccions classificades, i la classificació assolida.

| Selecció      | Motiu de la classificació            | Data de classificació   | Aparicions prèvies en el torneig1                                                                                     |
| ------------- | ------------------------------------ | ----------------------- | --- |
| Sud-àfrica    | Amfitrions                           | 28 de setembre del 2011 | 7 (1996, 1998, 2000, 2002, 2004, 2006, 2008)                                                                          |
| Ghana         | Guanyador contra Malawi              | 13 d'octubre de 2012    | 18 (1963, 1965, 1968, 1970, 1978, 1980, 1982, 1984, 1992, 1994, 1996, 1998, 2000, 2002, 2006, 2008, 2010, 2012)       |
| Mali          | Guanyador contra Botswana            | 13 d'octubre de 2012    | 7 (1972, 1994, 2002, 2004, 2008, 2010, 2012)                                                                          |
| Zàmbia        | Guanyador contra Uganda              | 13 d'octubre de 2012    | 15 (1974, 1978, 1982, 1986, 1990, 1992, 1994, 1996, 1998, 2000, 2002, 2006, 2008, 2010, 2012)                         |
| Nigèria       | Guanyador contra Libèria             | 13 d'octubre de 2012    | 16 (1963, 1976, 1978, 1980, 1982, 1984, 1988, 1990, 1992, 1994, 2000, 2002, 2004, 2006, 2008, 2010)                   |
| Tunísia       | Guanyador contra Sierra Leone        | 13 d'octubre de 2012    | 15 (1962, 1963, 1965, 1978, 1982, 1994, 1996, 1998, 2000, 2002, 2004, 2006, 2008, 2010, 2012)                         |
| Costa d'Ivori | Guanyador contra Senegal             | 13 d'octubre de 2012    | 19 (1965, 1968, 1970, 1974, 1980, 1984, 1986, 1988, 1990, 1992, 1994, 1996, 1998, 2000, 2002, 2006, 2008, 2010, 2012) |
| Marroc        | Guanyador contra Moçambic            | 13 d'octubre de 2012    | 14 (1972, 1976, 1978, 1980, 1986, 1988, 1992, 1998, 2000, 2002, 2004, 2006, 2008, 2012)                               |
| Etiòpia       | Guanyador contra Sudan               | 14 d'octubre de 2012    | 9 (1957, 1959, 1962, 1963, 1965, 1968, 1970, 1976, 1982)                                                              |
| Cap Verd      | Guanyador contra Camerun             | 14 d'octubre de 2012    | 0 |
| Angola        | Guanyador contra Zimbabwe            | 14 d'octubre de 2012    | 6 (1996, 1998, 2006, 2008, 2010, 2012)                                                                                |
| Níger         | Guanyador contra Guinea              | 14 d'octubre de 2012    | 1 (2012) |
| Togo          | Guanyador contra Gabon               | 14 d'octubre de 2012    | 6 (1972, 1984, 1998, 2000, 2002, 2006)                                                                                |
| RD Congo      | Guanyador contra Guinea Equatorial   | 14 d'octubre de 2012    | 15 (1965, 1968, 1970, 1972, 1974, 1976, 1988, 1992, 1994, 1996, 1998, 2000, 2002, 2004, 2006)                         |
| Burkina Faso  | Guanyador contra Rep. Centreafricana | 14 d'octubre de 2012    | 8 (1978, 1996, 1998, 2000, 2002, 2004, 2010, 2012)                                                                    |
| Algèria       | Guanyador contra Líbia               | 14 d'octubre de 2012    | 14 (1968, 1980, 1982, 1984, 1986, 1988, 1990, 1992, 1996, 1998, 2000, 2002, 2004, 2010)                               |

¹ La negreta indica que aquest país va ser campió aquell any

## Seus
Els estadis i seus on es jugà finalment foren:
| Johannesburg                                                  | Johannesburg                                                  | Durban                                                | Durban                                               | Port Elizabeth                                       | Port Elizabeth                                       |
| ------------------------------------------------------------- | ------------------------------------------------------------- | ----------------------------------------------------- | ---------------------------------------------------- | ---------------------------------------------------- | ---------------------------------------------------- |
| Soccer City                                                   | Soccer City                                                   | Moses Mabhida Stadium                                 | Moses Mabhida Stadium                                | Nelson Mandela Bay Stadium                           | Nelson Mandela Bay Stadium                           |
| 26° 14′ 5.27″ S, 27° 58′ 56.47″ E / 26.2347972°S,27.9823528°E | 26° 14′ 5.27″ S, 27° 58′ 56.47″ E / 26.2347972°S,27.9823528°E | 29° 49′ 46″ S, 31° 01′ 49″ E / 29.82944°S,31.03028°E  | 29° 49′ 46″ S, 31° 01′ 49″ E / 29.82944°S,31.03028°E | 33° 56′ 16″ S, 25° 35′ 56″ E / 33.93778°S,25.59889°E | 33° 56′ 16″ S, 25° 35′ 56″ E / 33.93778°S,25.59889°E |
| Capacitat: 94.700                                             | Capacitat: 94.700                                             | Capacitat: 54.000                                     | Capacitat: 54.000                                    | Capacitat: 48.000                                    | Capacitat: 48.000                                    |
|                                                               |                                                               |                                                       |                                                      | Nelson Mandela Bay Stadium                           |                                                      |
| JohannesburgDurban · Port ElizabethRustenburgNelspruit        |                                                               |                                                       |                                                      |                                                      |                                                      |
| Nelspruit                                                     | Nelspruit                                                     | Nelspruit                                             | Rustenburg                                           | Rustenburg                                           | Rustenburg                                           |
| 25° 27′ 42″ S, 30° 55′ 47″ E / 25.46172°S,30.929689°E         | 25° 27′ 42″ S, 30° 55′ 47″ E / 25.46172°S,30.929689°E         | 25° 27′ 42″ S, 30° 55′ 47″ E / 25.46172°S,30.929689°E | 25° 34′ 43″ S, 27° 09′ 39″ E / 25.5786°S,27.1607°E   | 25° 34′ 43″ S, 27° 09′ 39″ E / 25.5786°S,27.1607°E   | 25° 34′ 43″ S, 27° 09′ 39″ E / 25.5786°S,27.1607°E   |
| Mbombela Stadium                                              | Mbombela Stadium                                              | Mbombela Stadium                                      | Royal Bafokeng Stadium                               | Royal Bafokeng Stadium                               | Royal Bafokeng Stadium                               |
| Capacitat: 41.000                                             | Capacitat: 41.000                                             | Capacitat: 41.000                                     | Capacitat: 42.000                                    | Capacitat: 42.000                                    | Capacitat: 42.000                                    |
| Mbombela Stadium                                              | Mbombela Stadium                                              | Mbombela Stadium                                      | Royal Bafokeng Stadium                               | Royal Bafokeng Stadium                               | Royal Bafokeng Stadium                               |

## Competició

### Fase de grups
El calendari es va anunciar el dia 8 de setembre de 2012.
Els horaris corresponen a l'hora de Sud-àfrica (UTC+2)

### Grup A
| Selecció   | PJ | PG | PE | PP | GF | GC | DG | Pts |
| ---------- | -- | -- | -- | -- | -- | -- | -- | --- |
| Sud-àfrica | 3  | 1  | 2  | 0  | 4  | 2  | +2 | 5   |
| Cap Verd   | 3  | 1  | 2  | 0  | 3  | 2  | +1 | 5   |
| Marroc     | 3  | 0  | 3  | 0  | 3  | 3  | 0  | 3   |
| Angola     | 3  | 0  | 1  | 2  | 1  | 4  | −3 | 1   |

| Sud-àfrica | 0 – 0   | Cap Verd |
| ---------- | ------- | -------- |
|            | Crònica |          |

| Angola | 0 – 0   | Marroc |
| ------ | ------- | ------ |
|        | Crònica |        |

| Sud-àfrica                | 2 – 0   | Angola |
| ------------------------- | ------- | ------ |
| Sangweni 30' · Majoro 62' | Crònica |        |

| Marroc       | 1 – 1   | Cap Verd   |
| ------------ | ------- | ---------- |
| El-Arabi 78' | Crònica | Almada 36' |

| Marroc                    | 2 - 2   | Sud-àfrica              |
| ------------------------- | ------- | ----------------------- |
| El Adoua 10' · Hafidi 82' | Crònica | Mahlangu 71' · Sangweni |

| Cap Verd                     | 2 - 1   | Angola           |
| ---------------------------- | ------- | ---------------- |
| F. Varela 81' · Héldon 90+1' | Crònica | Nando 33' (p.p.) |

### Grup B
| Selecció | PJ | PG | PE | PP | GF | GC | DG | Pts |
| -------- | -- | -- | -- | -- | -- | -- | -- | --- |
| Ghana    | 3  | 2  | 1  | 0  | 6  | 2  | +4 | 7   |
| Mali     | 3  | 1  | 1  | 1  | 2  | 2  | 0  | 4   |
| RD Congo | 3  | 0  | 3  | 0  | 3  | 3  | 0  | 3   |
| Níger    | 3  | 0  | 1  | 2  | 0  | 4  | −4 | 1   |

| Ghana                           | 2 – 2   | RD Congo                |
| ------------------------------- | ------- | ----------------------- |
| Agyemang-Badu 40' · Asamoah 50' | Crònica | Mputu 53' · Mbokani 68' |

| Mali      | 1 – 0   | Níger |
| --------- | ------- | ----- |
| Keita 84' | Crònica |       |

| Ghana             | 1 – 0   | Mali |
| ----------------- | ------- | ---- |
| Wakaso 38' (pen.) | Crònica |      |

| Níger | 0 – 0   | RD Congo |
| ----- | ------- | -------- |
|       | Crònica |          |

| Níger | 0 - 3   | Ghana                         |
| ----- | ------- | ----------------------------- |
|       | Crònica | Gyan 6' · Atsu 23' · Boye 49' |

| RD Congo          | 1 - 1   | Mali             |
| ----------------- | ------- | ---------------- |
| Mbokani 3' (pen.) | Crònica | Mah. Samassa 15' |

### Grup C
| Selecció     | PJ | PG | PE | PP | GF | GC | DG | Pts |
| ------------ | -- | -- | -- | -- | -- | -- | -- | --- |
| Burkina Faso | 3  | 1  | 2  | 0  | 5  | 1  | +4 | 5   |
| Nigèria      | 3  | 1  | 2  | 0  | 4  | 2  | +2 | 5   |
| Zàmbia       | 3  | 0  | 3  | 0  | 2  | 2  | 0  | 3   |
| Etiòpia      | 3  | 0  | 1  | 2  | 1  | 7  | −6 | 1   |

| Zàmbia        | 1 – 1   | Etiòpia      |
| ------------- | ------- | ------------ |
| Mbesuma 45+3' | Crònica | A. Girma 65' |

| Nigèria     | 1 – 1   | Burkina Faso    |
| ----------- | ------- | --------------- |
| Emenike 23' | Crònica | A. Traoré 90+4' |

| Zàmbia            | 1 – 1   | Nigèria     |
| ----------------- | ------- | ----------- |
| Mweene 85' (pen.) | Crònica | Emenike 57' |

| Burkina Faso                                   | 4 – 0   | Etiòpia |
| ---------------------------------------------- | ------- | ------- |
| A. Traoré 34', 74' · Koné 79' · Pitroipa 90+5' | Crònica |         |

| Burkina Faso | 0 - 0   | Zàmbia |
| ------------ | ------- | ------ |
|              | Crònica |        |

| Etiòpia | 0 - 2   | Nigèria                      |
| ------- | ------- | ---------------------------- |
|         | Crònica | Moses 79' (pen.), 90' (pen.) |

### Grup D
| Selecció      | PJ | PG | PE | PP | GF | GC | DG | Pts |
| ------------- | -- | -- | -- | -- | -- | -- | -- | --- |
| Costa d'Ivori | 3  | 2  | 1  | 0  | 7  | 3  | +4 | 7   |
| Togo          | 3  | 1  | 1  | 1  | 4  | 3  | +1 | 4   |
| Tunísia       | 3  | 1  | 1  | 1  | 2  | 4  | −2 | 4   |
| Algèria       | 3  | 0  | 1  | 2  | 2  | 5  | −3 | 1   |

| Costa d'Ivori              | 2 – 1   | Togo           |
| -------------------------- | ------- | -------------- |
| Y. Touré 8' · Gervinho 88' | Crònica | J. Ayité 45+2' |

| Tunísia      | 1 – 0   | Algèria |
| ------------ | ------- | ------- |
| Msakni 90+1' | Crònica |         |

| Costa d'Ivori                              | 3 - 0   | Tunísia |
| ------------------------------------------ | ------- | ------- |
| Gervinho 21' · Y. Touré 87' · Ya Konan 90' | Crònica |         |

| Algèria | 0 - 2   | Togo                      |
| ------- | ------- | ------------------------- |
|         | Crònica | Adebayor 31' · Wome 90+3' |

| Algèria                           | 2–2     | Costa d'Ivori         |
| --------------------------------- | ------- | --------------------- |
| Feghouli 64' (pen.) · Soudani 70' | Crònica | Drogba 77' · Bony 81' |

| Togo      | 1–1     | Tunísia            |
| --------- | ------- | ------------------ |
| Gakpé 13' | Crònica | Mouelhi 30' (pen.) |

## Eliminatòries
|  | Quarts de final              | Quarts de final         |                             |       | Semifinals  | Semifinals  |  |  | Final                        | Final |
|  |                              |                         |                             |       |             |             |  |  |                              |       |
|  | 2 de febrer – Durban         |                         |                             |       |             |             |  |  |                              |       |
|  |                              |                         |                             |       |             |             |  |  |                              |       |
|  | Sud-àfrica                   | 1 (1)                   |                             |       |             |             |  |  |                              |       |
|  | Sud-àfrica                   | 1 (1)                   | 6 de febrer – Durban        |       |             |             |  |  |                              |       |
|  | Mali (p)                     | 1 (3)                   |                             |       |             |             |  |  |                              |       |
|  | Mali (p)                     | 1 (3)                   | Mali                        | 1     |             |             |  |  |                              |       |
|  | 3 de febrer – Rustenburg     |                         | Mali                        | 1     |             |             |  |  |                              |       |
|  |                              | Nigèria                 | 4                           |       |             |             |  |  |                              |       |
|  | Costa d'Ivori                | Nigèria                 | 4                           | 1     |             |             |  |  |                              |       |
|  | Costa d'Ivori                |                         | 10 de febrer – Johannesburg | 1     |             |             |  |  |                              |       |
|  | Nigèria                      | 2                       |                             |       |             |             |  |  |                              |       |
|  | Nigèria                      | 2                       | Nigèria                     | 1     |             |             |  |  |                              |       |
|  | 3 de febrer – Nelspruit      |                         | Nigèria                     | 1     |             |             |  |  |                              |       |
|  |                              | Burkina Faso            | 0                           |       |             |             |  |  |                              |       |
|  | Burkina Faso (pr)            | Burkina Faso            | 0                           | 1     |             |             |  |  |                              |       |
|  | Burkina Faso (pr)            | 6 de febrer – Nelspruit |                             | 1     |             |             |  |  |                              |       |
|  | Togo                         | 0                       |                             |       |             |             |  |  |                              |       |
|  | Togo                         | 0                       | Burkina Faso (p)            | 1 (3) | Tercer lloc | Tercer lloc |  |  |                              |       |
|  | 2 de febrer – Port Elizabeth |                         | Burkina Faso (p)            | 1 (3) | Tercer lloc | Tercer lloc |  |  |                              |       |
|  |                              | Ghana                   | 1 (2)                       |       |             |             |  |  |                              |       |
|  | Ghana                        | Ghana                   | 1 (2)                       | 2     | Mali        | 3           |  |  |                              |       |
|  | Ghana                        |                         |                             | 2     | Mali        | 3           |  |  |                              |       |
|  | Cap Verd                     | 0                       |                             | Ghana | 1           |             |  |  |                              |       |
|  | Cap Verd                     | 0                       |                             |       | 1           |             |  |  |                              |       |
|  |                              |                         |                             |       |             |             |  |  | 9 de febrer – Port Elizabeth |       |
|  |                              |                         |                             |       |             |             |  |  |                              |       |

### Quarts de final
| Ghana                    | 2 – 0   | Cap Verd |
| ------------------------ | ------- | -------- |
| Wakaso 54' (pen.), 90+5' | Crònica |          |

| Sud-àfrica                              | 1 – 1 (pr.) | Mali                            |
| --------------------------------------- | ----------- | ------------------------------- |
| Rantie 31'                              | Crònica     | Keita 58'                       |
| Tanda de penals                         |             |                                 |
| Tshabalala · Furman · Mahlangu · Majoro | 1 – 3       | Diabaté · Tamboura · Ma. Traoré |

| Costa d'Ivori | 1 – 2   | Nigèria               |
| ------------- | ------- | --------------------- |
| Tioté 50'     | Crònica | Emenike 43' · Mba 78' |

| Burkina Faso  | 1 – 0 (pr.) | Togo |
| ------------- | ----------- | ---- |
| Pitroipa 105' | Crònica     |      |

### Semifinals
| Mali          | 1 – 4   | Nigèria                                            |
| ------------- | ------- | -------------------------------------------------- |
| C. Diarra 75' | Crònica | Echiéjilé 25' · Ideye 30' · Emenike 44' · Musa 60' |

| Burkina Faso                                 | 1 – 1   | Ghana                                           |
| -------------------------------------------- | ------- | ----------------------------------------------- |
| Bancé 60'                                    | Crònica | Mubarak 13' (pen.)                              |
| Tanda de penals                              |         |                                                 |
| B. Koné · H. Traoré · Paul Koulibaly · Bancé | 3 – 2   | Vorsah · Atsu · Afful · Clottey · Agyemang-Badu |

### Tercer lloc
| Mali                                           | 3 - 1   | Ghana       |
| ---------------------------------------------- | ------- | ----------- |
| Mah. Samassa 21' · Keita 48' · S. Diarra 90+4' | Crònica | Asamoah 82' |

### Final
| Nigèria | 1 - 0   | Burkina Faso |
| ------- | ------- | ------------ |
| Mba 40' | Crònica |              |

## Campió
| Guanyador de Copa d'Àfrica 2013 |
| ------------------------------- |
| · Nigèria · Tercer títol        |

## Estadístiques
|                               | Equip         | PJ | PG | PE | PP | GF | GC | Pt |
| ----------------------------- | ------------- | -- | -- | -- | -- | -- | -- | -- |
| 1                             | Nigèria       | 6  | 4  | 2  | 0  | 11 | 4  | 14 |
| 2                             | Burkina Faso  | 6  | 2  | 3  | 1  | 7  | 3  | 9  |
| 3                             | Mali          | 6  | 2  | 2  | 2  | 7  | 6  | 8  |
| 4                             | Ghana         | 6  | 3  | 2  | 1  | 10 | 6  | 11 |
| Eliminats als quarts de final |               |    |    |    |    |    |    |    |
| 5                             | Costa d'Ivori | 4  | 2  | 1  | 1  | 8  | 5  | 7  |
| 6                             | Sud-àfrica    | 4  | 1  | 3  | 0  | 5  | 3  | 6  |
| 7                             | Cap Verd      | 4  | 1  | 2  | 1  | 3  | 4  | 5  |
| 8                             | Togo          | 4  | 1  | 1  | 2  | 4  | 4  | 4  |
| Eliminats a la fase de grups  |               |    |    |    |    |    |    |    |
| 9                             | Tunísia       | 3  | 1  | 1  | 1  | 2  | 4  | 4  |
| 10                            | RD Congo      | 3  | 0  | 3  | 0  | 3  | 3  | 3  |
| 11                            | Marroc        | 3  | 0  | 3  | 0  | 3  | 3  | 3  |
| 12                            | Zàmbia        | 3  | 0  | 3  | 0  | 2  | 2  | 3  |
| 13                            | Algèria       | 3  | 0  | 1  | 2  | 2  | 5  | 1  |
| 14                            | Angola        | 3  | 0  | 1  | 2  | 1  | 4  | 1  |
| 15                            | Níger         | 3  | 0  | 1  | 2  | 0  | 4  | 1  |
| 16                            | Etiòpia       | 3  | 0  | 1  | 2  | 1  | 7  | 1  |

## Golejadors
4 gols
- Emmanuel Emenike
- Wakaso Mubarak

3 gols
- Alain Traoré
- Seydou Keita

2 gols
- Jonathan Pitroipa
- Dieumerci Mbokani
- Gervinho
- Yaya Touré
- Kwadwo Asamoah
- Mahamadou Samassa
- Sunday Mba
- Victor Moses
- Siyabonga Sangweni

1 gol
- Sofiane Feghouli
- El Arbi Hillel Soudani
- Aristide Bancé
- Djakaridja Koné
- Platini
- Héldon Ramos
- Fernando Varela
- Trésor Mputu
- Wilfried Bony
- Didier Drogba
- Cheick Tioté
- Didier Ya Konan
- Adane Girma
- Emmanuel Agyemang-Badu
- Christian Atsu Twasam
- John Boye
- Asamoah Gyan
- Cheick Fantamady Diarra
- Sigamary Diarra
- Issam El Adoua
- Youssef El-Arabi
- Abdelilah Hafidi
- Uwa Elderson Echiéjilé
- Brown Ideye
- Ahmed Musa
- May Mahlangu
- Lehlohonolo Majoro
- Tokelo Rantie
- Emmanuel Adebayor
- Jonathan Ayité
- Serge Gakpé
- Dové Wome
- Khaled Mouelhi
- Youssef Msakni
- Collins Mbesuma
- Kennedy Mweene

En pròpia porteria
- Nando Maria Neves (partit contra Angola)

## Guardons
Aquests són els guardons atorgats al torneig:
Millor jugador del torneig Orange
- Jonathan Pitroipa

Màxim golejador Pepsi
- Emmanuel Emenike

Jugador més net Samsung
- Victor Moses

Gol del torneig Nissan
- Youssef Msakni vs. Algèria

Equip ideal de la CAF
| Porter          | Defenses                                  | Centrecampistes                                            | Davanters                     |
| --------------- | ----------------------------------------- | ---------------------------------------------------------- | ----------------------------- |
| Vincent Enyeama | Bakary Koné Nando Siaka Tiéné Efe Ambrose | Jonathan Pitroipa Seydou Keita Mikel John Obi Victor Moses | Asamoah Gyan Emmanuel Emenike |